# Alquero de Claraval
Alcher de Clairvaux, hispanizado como Alquero de Claraval y latinizado como Alcherus Claraevallensis, fue un monje cisterciense francés de la Abadía de Claraval.

## Biografía
Pocos datos se tienen sobre su vida. Probablemente, se hizo cisterciense al escuchar las predicaciones de San Bernardo (✝1153), y vivió bajo los dictados del abad Geoffroi d’Auxerre (1162-1165). Los pocos detalles sobre él son conocidos por los escritos que le dirigieron Pierre de Celle (De conscientia) e Isaac de l’Étoile (De anima).

## Obra
En el pasado se le atribuyeron dos obras, De spiritu et anima (o Liber de anima et spiritu) y De diligendo Deo, ambas actualmente atribuidas a un autor anónimo conocido como Pseudo-Agustín, de la misma época.
Fue Tomás de Aquino quien por vez primera le atribuyó De spiritu et anima a Alquero. Actualmente, se ha acreditado que es una compilación de alrededor del año 1170 fundada en Alcuino, Anselmo de Canterbury, Bernardo de Claraval, Agustín de Hipona, Cassiodoro, Hugo de San Víctor, Isaac de Stella e Isidoro de Sevilla, además de Boecio. El texto se refiere en particular a los puntos de vista medievales sobre el autocontrol y sobre la doctrina de que «el alma gobierna el cuerpo». El propio Tomás de Aquino argumenta en su Summa que «este libro no posee gran autoridad».
De diligendo Deo es una obra devota tradicionalmente atribuida a Alquero. Sus obras pueden encontrarse en el volumen centésimo nonagésimo cuarto (194.º) de la Patrología latina de Migne.